# Nglora
Nglora is een bestuurslaag in het regentschap Gunung Kidul van de provincie Jogjakarta, Indonesië. Nglora telt 3119 inwoners (volkstelling 2010).